# 洛塔·齐伯
洛塔·齐伯（Lothar Sieber，1922年4月7日—1945年3月1日）是一位德国试飞员，他在驾驶巴赫姆Ba 349 水游蛇进行首次垂直起飞试验时因事故而死。
在成为试飞员之前，齐伯曾驾驶阿拉多Ar 232“千足虫”货机（Arado Ar 232 Tausendfüßler）执行过一些相当危险的飞行任务。就在试飞前不久，他与空军助手（Luftwaffenhelfer）Gertrud Naudit订了婚。齐伯曾是个少尉，但在一次与醉酒相关的擅离职守事件发生后，他被降级为二等兵。他在死后被追授中尉军衔。